# Кафтаргузар
Кафтаргузар (тадж. Кафтаргузар) — село (тадж. деҳа) в Нурабадском районе Республики Таджикистан. Административно относится к сельской общине Хумдон.
Расстояние от села до центра района (пгт Дарбанд) — 14 км, до центра общины (село Хумдон) — 14 км.
Население — 183 человек (2017 г.), таджики.